# Centrum Bencien Karma Kamtzang w Grabniku
Centrum Bencien Karma Kamtzang – to gompa Związku Buddyjskiego Tradycji Karma Kamtzang w Grabniku. Jest ośrodkiem medytacji, kultu, nauki i odosobnień buddyzmu tradycji tybetańskiej w Polsce. Jest to obecnie największa gompa w Polsce. Nazwa „Bencien” pochodzi od nazwy macierzystej gompy w Katmandu.

## Historia gompy[1]
Wkrótce po powstaniu grupy Karma Kamtzang w 1994 rozpoczęto poszukiwania miejsca na gompę. W październiku 1995 kupiono gospodarstwo rolne z budynkiem mieszkalnym w Grabniku koło Jaktorowa, około 40 km od Warszawy. W grudniu 1995 teren został poświęcony. Projekt budowy świątyni powstał w 1998, jednak zdołano go zrealizować dopiero w 2005.
Także od 2005 rozpoczęto realizację projektu Centrum Kultury Buddyjskiej- wielofunkcyjnego budynku biblioteczno-magazynowo-administracyjnego, budowanego głównie ze środków Unii Europejskiej. Budowę ukończono w 2010.
W czerwcu 2005 powstał projekt budowy europejskiego ośrodka trzyletnich odosobnień „Bencien Drubde Osal Ling” („Miejsce Odosobnień Jasnego Światła Bencien”). Budowę ukończono w 2009.

## Infrastruktura[2]
Oprócz pomieszczeń dla kultu religijnego w gompie istnieje Centrum Kultury Buddyjskiej, które ma za zadanie promować kulturę i twórczość buddyjską, organizować wystawy, wykłady i konferencje. W 2009 rozpoczął swą działalność ośrodek trzyletnich odosobnień Benchen Drubde Osal Ling w Polsce. Centrum Kultury Buddyjskiej ma rozbudowane zaplecze socjalne i pobytowe.

## Działalność[3]
W gompie organizowane są regularne kursy z nauczycielami buddyzmu tybetańskiego w ramach praktyki grupowej i indywidualnej. W gompie tłumaczy się, wydaje i przechowuje buddyjskie teksty oraz inne media, a także kultywuje tradycję tybetańską.